# Olsalazine
Olsalazine là một loại thuốc chống viêm được sử dụng trong điều trị bệnh viêm ruột như viêm loét đại tràng. Nó được bán dưới tên Dipentum.
Tên hóa học là axit salicylic 3,3 '-azobis (6-hydroxybenzoate). Nó được bán dưới dạng muối disodium.
Giống như balsalazide, olsalazine được cho là cung cấp mesalazine, hoặc axit 5-aminosalicylic (5-ASA), qua ruột non, trực tiếp đến ruột già, là nơi hoạt động của bệnh trong viêm loét đại tràng.

## Lịch sử
Olsalazine đã được Cục quản lý Thực phẩm và Dược phẩm Hoa Kỳ (FDA) phê duyệt năm 1990.

## Cung cấp
Thuốc được cung cấp bởi UCB Pharma.

## Chỉ định khác
Công ty công nghệ sinh học Úc Giaconda đã phát triển một liệu pháp kết hợp để điều trị hội chứng ruột kích thích táo bón chiếm ưu thế sử dụng olsalazine và thuốc chống gút colchicine.